# René Dumont
René Dumont (født 13. marts 1904 i Cambrai – død 18. juni 2001 i Fontenay-sous-Bois) var en fransk agronom, sociolog, miljøforkæmper og præsidentkandidat.  

## Bæredygtig udvikling
I 1929 rejste han til Vietnam for at afslutte sine studier.
Han var en af de første, der brugte begrebet Bæredygtig udvikling.

## Præsidentkandidat i 1974
Han var en uafhængig økologisk kandidat ved Frankrigs præsidentvalg 1974. Han fik 337.800 stemmer (1,32 procent).
Præsidentvalget i 1974 anses for at være gennembruddet for den politiske økologi, og valget banede vejen for de senere grønne partier.